# Underworld Ascendant
Underworld Ascendant é um jogo eletrônico de RPG de ação em primeira pessoa desenvolvido pela OtherSide Entertainment e publicado pela 505 Games. É a sequência de Ultima Underworld: The Stygian Abyss e Ultima Underworld II: Labyrinth of Worlds. O jogador assume o papel do Avatar e retorna ao Abismo Estigiano. Como nos jogos originais, há uma ênfase na progressão não linear, sistemas simulados e jogabilidade emergente.
O jogo foi lançado para Microsoft Windows em 15 de novembro de 2018. Versões para PlayStation 4 e Xbox One foram lançadas no ano seguinte, em 20 e 26 de junho, respectivamente, enquanto versões para Linux e macOS foram lançadas dois meses depois, em 19 de agosto.

## Jogabilidade
O jogador assume o papel do Avatar, um humano magicamente transportado para o submundo. Como nos jogos originais da subsérie Underworld, o jogador cria seu personagem selecionando uma variedade de habilidades, não estando restrito a classes de personagens predeterminadas. O jogo é jogado de uma perspectiva em primeira pessoa. O Abismo Estigiano é habitado por três facções que disputam seu controle: Dark Elves, Dwarves e Shamblers. O jogador também pode encontrar personagens não jogáveis sem alinhamento faccional. O apoio a qualquer facção afetará o equilíbrio de poder no Abismo e a forma como as facções reagem ao jogador.

## Desenvolvimento
Paul Neurath, o designer dos jogos originais da subsérie Underworld, vinha conversando com a Electronic Arts há 20 anos sobre a possibilidade de trabalhar novamente no universo de Underworld. Em 2014, a EA concedeu a Neurath uma licença para usar o cenário, a história e os personagens de Underworld, mas não permitiu o uso da marca Ultima. Com a licença em vigor, Neurath fundou a OtherSide Entertainment, e Underworld Ascension foi anunciado em julho de 2014.
Em fevereiro de 2015, a OtherSide levou o jogo, rebatizado de Underworld Ascendant, para o Kickstarter. A OtherSide esperava arrecadar 600 mil dólares para o desenvolvimento do jogo, e a campanha de financiamento coletivo foi concluída em março de 2015 com 860.356 dólares arrecadados. Embora bem-sucedida, a campanha deixou alguns objetivos sem financiamento, como ferramentas de modding e jogabilidade cooperativa. Reconhecendo que um RPG exigente como Underworld Ascendant não conseguiria conquistar um público muito grande, Neurath limitou o orçamento do jogo, acreditando que “se você gastar 50 milhões de dólares, precisa alcançar o maior número possível de pessoas. Não pode se aventurar."
Com uma equipe principal de apenas seis pessoas, Neurath descreveu a OtherSide como um miniestúdio com uma "cultura quase tribal", em que "todos se conhecem muito bem, sabem seus pontos fortes e fracos e suas fraquezas", o que permite uma comunicação e colaboração próximas. A equipe da OtherSide incluía outros veteranos da Looking Glass Studios, como Tim Stellmach, Steve Pearsall e Robb Waters. Entre os conselheiros estavam Austin Grossman, o principal escritor de Ultima Underworld II, e Warren Spector, produtor dos dois jogos originais.
Em agosto de 2017, a 505 Games anunciou que seria a publicadora do jogo. Em fevereiro de 2018, Steve Gaynor, da Fullbright, anunciou que dois dos designers de níveis da empresa, Nina Freeman e Tynan Wales, bem como a artista de ambiente 3D do estúdio, Kate Craig, estariam contribuindo com trabalho adicional para Underworld Ascendant.

## Recepção
Underworld Ascendant foi recebido de forma geralmente negativa pela crítica especializada, de acordo com o agregador de críticas Metacritic. Muitos críticos observaram que o jogo parecia estar em um estado inacabado, com muitas falhas de software e recursos parcialmente implementados. A IGN concluiu que o título estava "simplesmente quebrado" e a GameSpot observou que "onde quer que você vá, seu progresso é constantemente prejudicado por uma falta de refinamento que permeia tudo." A Rock, Paper, Shotgun se recusou a analisar o título, afirmando que ele "simplesmente não estava em um estado adequado para ser lançado e, portanto, não estava em um estado adequado para ser analisado."
Em 14 de fevereiro de 2019, a OtherSide Entertainment lançou uma atualização substancial com o objetivo de abordar muitas críticas ao jogo no lançamento. Essa atualização trouxe consigo a inclusão de um sistema de salvamento livre funcional, alterações no design de níveis e no fluxo do jogo, refinamentos na jogabilidade e no comportamento dos inimigos, iluminação otimizada e várias correções de bugs.